# Soldatpelarkaktus
Soldatpelarkaktus (Pachycereus militaris) är en suckulent växt inom släktet Pachycereus och familjen kaktusväxter. Arten beskrevs ursprungligen som Cereus militaris av N. Audot 1845, men den senaste beskrivningen utfördes av David Richard Hunt 1987.